# Poecilimon miramae
Poecilimon miramae är en insektsart som beskrevs av Willy Adolf Theodor Ramme 1933. Poecilimon miramae ingår i släktet Poecilimon och familjen vårtbitare. Inga underarter finns listade i Catalogue of Life.